# Espàrtoc IV
Espàrtoc IV o Espàrtac IV (en llatí Spartocus o Spartacus, en grec antic Σπάρτοκος) va ser un rei del Bòsfor Cimmeri.
Va succeir a Parisades II. Va regnar poc temps, uns cinc anys potser del 245 a 240 aC, fins que el va matar el seu germà Leucó perquè havia tingut relacions amb la seva dona Alcatea. Leucó va pujar al tron. Finalment Leucó va morir a mans d'Alcatea.